# Binnenmaas
Binnenmaas (uitspraakⓘ) was een gemeente in de Hoeksche Waard in de Nederlandse provincie Zuid-Holland. De gemeente telde 29.262 inwoners (31 mei 2018, bron: CBS) en had een oppervlakte van 75,60 km² (waarvan 6,34 km² water). De gemeente was vernoemd naar de Binnenbedijkte Maas, een afgedamde tak van de Maas die geheel binnen de gemeentegrenzen ligt.
Sinds 1 januari 2019 maakt de voormalige gemeente Binnenmaas samen met de gemeenten Korendijk, Strijen, Cromstrijen en Oud-Beijerland onderdeel uit van de gemeente Hoeksche Waard.

## Geschiedenis
De gemeente Binnenmaas ontstond door een samenvoeging per 1 januari 2007 van de oorspronkelijke gemeente Binnenmaas met de gemeente 's-Gravendeel. De "oude" gemeente Binnenmaas ontstond op 1 januari 1984 door een samenvoeging van Puttershoek, Maasdam, Mijnsheerenland, Westmaas en Heinenoord. Voor meer informatie over de geschiedenis van het gebied van de gemeente, zie Hoeksche Waard.

## Geografie

### Dorpen en buurtschappen
De gemeente bestond uit de volgende dorpen: Blaaksedijk, 's-Gravendeel, Goidschalxoord, Greup, Heinenoord, Maasdam, Mijnsheerenland, Puttershoek en Westmaas. Het gemeentehuis lag in Maasdam. De gemeente kende ook nog een aantal buurtschappen: Brabersweg, De Wacht, Kuipersveer, Schenkeldijk, Sint Anthoniepolder, Zwanegat, Maasdijk, Reedijk en Westdijk.

### Topografie en landschap
Topografische kaart van de gemeente Binnenmaas, per maart 2017
De gemeente Binnenmaas kenmerkte zich door de Binnenbedijkte Maas, die in de volksmond ook wel de Binnenmaas wordt genoemd. Deze rivier loopt van Mijnsheerenland tot aan Maasdam. Het landschap bestaat vrijwel geheel uit polders en boerderijen.

## Bijzonderheden
Enkele bijzonderheden in de voormalige gemeente zijn bijvoorbeeld de FrieslandCampina-fabriek in Maasdam, de grootste fabriek van dit bedrijf in Nederland, en het Recreatieoord in Mijnsheerenland. Ook staan er een aantal korenmolens in de gemeente, die vaak erg historisch zijn.

## Politiek

### Gemeenteraad
| Zetelverdeling              | Zetelverdeling | Zetelverdeling | Zetelverdeling | Zetelverdeling | Zetelverdeling | Zetelverdeling | Zetelverdeling |
| Partij                      | 1990           | 1994           | 1998           | 2002           | 2006           | 2010           | 2014           |
| --------------------------- | -------------- | -------------- | -------------- | -------------- | -------------- | -------------- | -------------- |
| Gemeentebelangen Binnenmaas | 2              | 1              | 2              | 4              | 6              | 6              | 7              |
| CDA                         | 4              | 4              | 3              | 3              | 4              | 5              | 5              |
| VVD                         | 4              | 4              | 5              | 4              | 3              | 3              | 3              |
| SGP                         | 2              | 2              | 2              | 2              | 2              | 2              | 2              |
| PvdA                        | 5              | 4              | 4              | 3              | 4              | 3              | 2              |
| D66                         | -              | 2              | 1              | 1              | -              | 1              | 1              |
| ChristenUnie                | -              | -              | -              | -              | 1              | -              | 1              |
| GroenLinks                  | -              | -              | -              | -              | 1              | 1              | -              |
| Totaal                      | 17             | 17             | 17             | 17             | 21             | 21             | 21             |

### Symboliek

Wapen van de oorspronkelijke gemeente Binnenmaas
Vlag van de oorspronkelijke gemeente Binnenmaas
Wapen van de nieuwe gemeente Binnenmaas
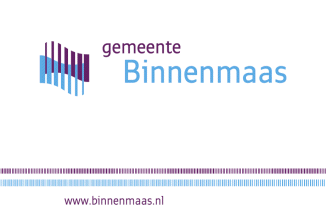
Vlag van de nieuwe gemeente Binnenmaas

### Burgemeesters
De laatste burgemeester was André Borgdorff. Zie voor eerdere burgemeesters Lijst van burgemeesters van Binnenmaas.

## Cultuur

### Monumenten
In de voormalige gemeente zijn er een aantal rijksmonumenten en oorlogsmonumenten, zie:
- Lijst van rijksmonumenten in Binnenmaas
- Lijst van oorlogsmonumenten in Binnenmaas

### Kunst in de openbare ruimte
In Binnenmaas zijn diverse beelden, sculpturen en objecten geplaatst in de openbare ruimte, zie:
- Lijst van beelden in Binnenmaas

## Trivia
- Op 7 November 2007 bracht Koningin Beatrix een bezoek aan de Hoeksche Waard, waarbij ze ook de FrieslandCampina-fabriek in Maasdam bezocht.

## Referentie
- Gemeinsame Normdatei: 16175617-7
- Virtual International Authority File: 176446430
- WorldCat: E39PBJqFTC6Mxqg6vFhWY6MQMP